# Dongsha Qundao
Dongsha Qundao (chiń. upr. 东沙群岛; chiń. trad. 東沙群島; pinyin Dōngshā Qúndǎo; ang. Pratas Islands) – niewielki archipelag położony na Morzu Południowochińskim. Obecnie administrowany przez Republikę Chińską (Tajwan). Pretensje do tego terytorium, dającego kontrolę nad głównymi szlakami żeglugowymi i dostęp do bogatych zasobów podmorskich, wysuwają także Chińska Republika Ludowa, Wietnam, Filipiny, Malezja i Indonezja.
Archipelag składa się z rozrzuconych na obszarze o długości 150 i szerokości 30 kilometrów grupy raf koralowych i podmorskich szczytów górskich. W skład archipelagu wchodzą 3 atole, spośród których dwa znajdują się pod wodą. Jedynym obiektem wznoszącym się ponad poziom morza jest atol Dongsha o powierzchni 2,8 km². Na atolu znajduje się niewielka baza wojskowa z pasem startowym dla samolotów oraz przystanie dla łodzi rybackich.
17 stycznia 2007 roku utworzono Park Narodowy „Dongsha Huanjiao” obejmujący tenże archipelag.